# Aminata Diop
Aminata Diop, née vers 1968 à Sikasso (Mali), est une femme malienne qui a fui le Mali pour s'installer en France en 1989 afin d'échapper à une procédure de mutilation génitale (MGF). Elle demande l'asile à la France en octobre 1990 et aurait été la première femme à invoquer les mutilations génitales féminines pour justifier l'obtention du statut de réfugié. La demande initiale de Diop puis son recours en septembre 1991 sont rejetés pour des raisons techniques, au motif qu'elle n'a pas sollicité l'aide du gouvernement malien avant de quitter son pays d'origine. Cependant, elle a ensuite été autorisée à rester en France.

## Vie au Mali
Diop est née dans une famille musulmane à Sikasso, une grande ville du sud du Mali, dont la langue maternelle est le Bambara. À l'âge de 12 ans, elle est envoyée à l'école à Bamako, la capitale.  Diop est fiancée au fils du meilleur ami de son père à l'âge de huit ans, mais le mariage n'est programmé que bien plus tard.  Selon la tradition locale, elle doit subir une circoncision rituelle avant de pouvoir se marier, ce qui implique le retrait de son clitoris et de ses lèvres internes. Sa meilleure amie étant récemment décédée des suites de l'intervention, Diop demande à son père et à son futur mari une dérogation, ce qui lui est refusé. À la suite de la demande, Diop est battue par son père.
Le jour où elle doit subir la mutilation, Diop s'enfuit de chez elle pour rejoindre une tante à Bamako en autostop. Toutefois, après qu'elle a expliqué à sa tante le motif de sa fuite, elle est jetée dehors. Un ami qui travaille pour une compagnie aérienne belge organise sa fuite du Mali, en l'aidant à obtenir un passeport et en lui achetant un aller simple pour Bruxelles. De là, elle part pour Paris. Comme Diop n'a pas respecté les termes du contrat de mariage prévu, son père doit rembourser la dot à la famille du fiancé. Par la suite, le père rejette la faute sur son épouse, qu'il considère responsable de la désobéissance de leur fille, et la chasse de la maison.

## Vie en France et demande d'asile
En France, Diop habite dans un premier temps avec un couple malien qu'elle a connu auparavant. Elle est ensuite accueillie par Renée Boutet de Monvel, gynécologue et militante contre les mutilations génitales féminines. En octobre 1990, Diop demande l'asile politique au gouvernement français conformément aux dispositions de la Convention relative au statut des réfugiés.  Elle aurait été la première femme au monde à invoquer la mutilation génitale comme motif de demande d'asile. La première demande de Diop est rejetée, mais son avocate, Linda Weil-Curiel, fait appel de la décision.  En septembre 1991, la Commission d'appel des réfugiés refuse de nouveau la demande d'asile, au motif que Diop n'a pas demandé l'aide du gouvernement malien avant de quitter le pays. Cependant, elle reconnait le fait que les femmes fuyant les mutilations génitales féminines soient protégées par la Convention sur les réfugiés, devenant ainsi le premier organe judiciaire à le faire.
L'avocate de Diop, Weil-Curiel, a déclaré que le gouvernement français avait rejeté la demande d'asile de Diop pour des raisons politiques: une décision positive aurait ouvert la voie à un nouveau motif d'immigration d'origine africaine, contredisant ainsi la position anti-immigration du gouvernement de l'époque.  En raison du tollé général suscité par cette décision, y compris par une campagne internationale de soutien à Diop, le gouvernement français l'autorise à rester dans le pays.  Elle reçoit initialement un visa temporaire de trois mois, qui est prolongé d'un an en décembre 1991, puis indéfiniment.  Diop a connu une période de dépression à son arrivée en France, mais en octobre 1992, il est rapporté qu'elle s'adapte, suit des cours de français tous les jours et travaille à temps partiel comme femme de ménage.